# Marahoué
La Marahoué est une région de Côte d'Ivoire, en Afrique de l'ouest, qui a pour chef lieu la ville de Bouaflé. Elle est ainsi nommée en raison de la rivière du même nom qui la baigne. La région a une superficie de 8 500 km2 et une population estimée à 981 180 habitants en 2021.
Cette région est située au centre-ouest du pays.
Cette région est peuplée en majorité par les Kweni (Gouro).

## Démographie
| 1988    | 1998    | 2010    | 2021    |
| ------- | ------- | ------- | ------- |
| 401 752 | 554 807 | 791 689 | 981 180 |

## Départements et sous-préfectures
- Bouaflé (département)
- Sinfra (département)
- Zuénoula (département)

Départements et sous-préfectures de la Marahoué.

- Gohitafla créé en 2020 à partir de Zuénoula
- Bonon créé en 2020 à partir de Bouaflé